# Morcant II ap Coledauc
Morcant (Morganus e Morgan; fl. VI secolo), figlio di re Coledauc ap Morcant del Bryneich (odierno Northumberland, nell'Inghilterra settentrionale), salì sul trono (forse solo nominalmente) agli inizi del VII secolo, ereditando dal padre ciò che restava dell'antico regno.

## Biografia
Fu l'ultimo sovrano britannico del Bryneich e l'ultimo esponente della sua dinastia: fu probabilmente sconfitto (e forse ucciso) in battaglia (620?) dal re anglosassone Edwin di Northumbria.